# Caraimatta
Caraimatta é um gênero de aranhas araneomorfas da família Tetrablemmidae que foi descrito pela primeira vez por Pekka T. Lehtinen em 1981.

## Espécies
Até setembro de 2019, contém quatro espécies, encontradas na América Central, Jamaica, Cuba, Colômbia e México:
- Caraimatta blandini (Lehtinen, 1981) — México
- Caraimatta brescoviti (García, Martínez & Ahumada-C., 2019) — Colômbia
- Caraimatta cambridgei (Bryant, 1940) — Cuba, Jamaica, México para Panamá
- Caraimatta sbordonii (Brignoli, 1972) (tipo) — México, Guatemala